# Maziar Bahari

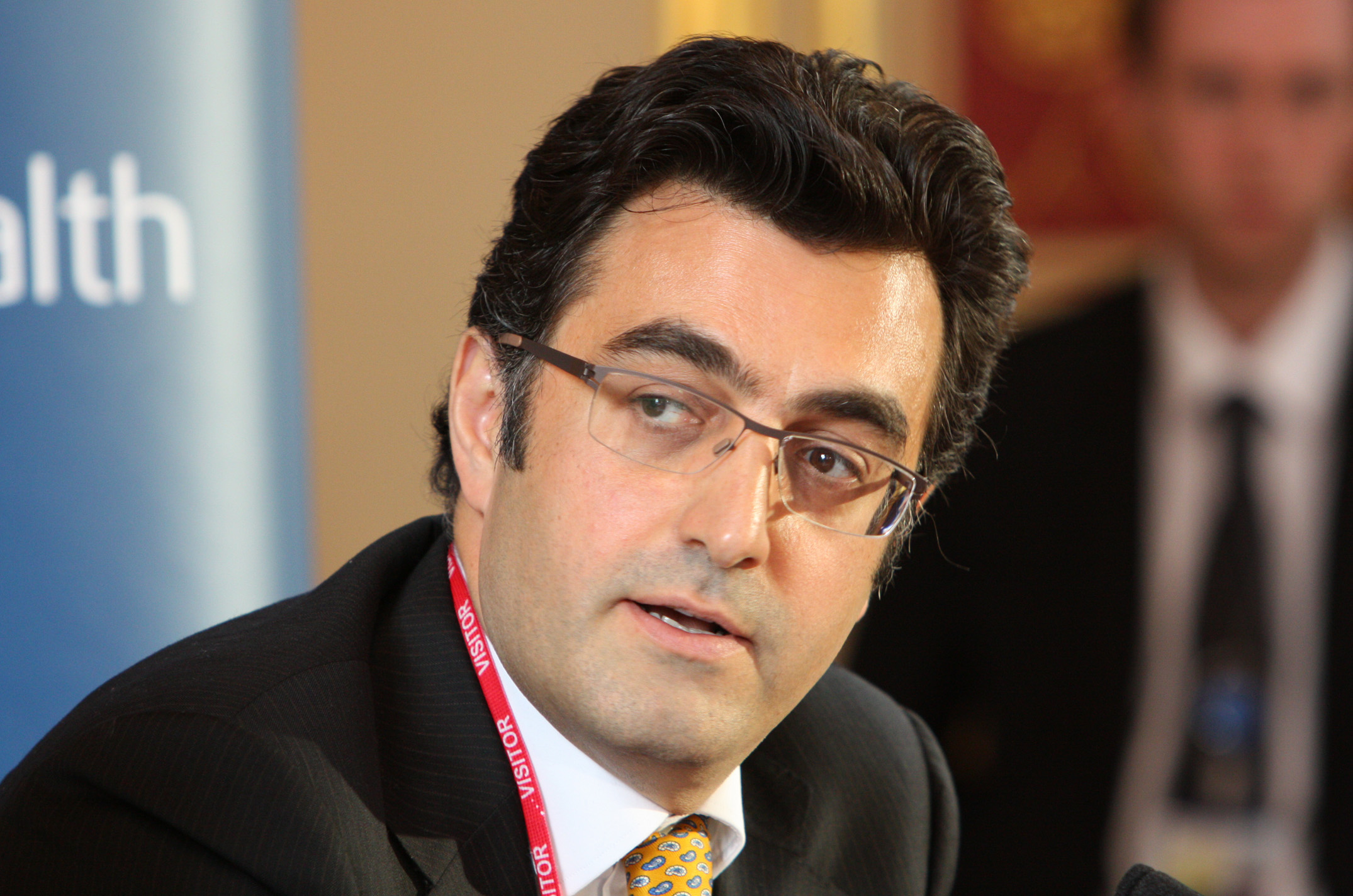
Maziar Bahari (2011)

Maziar Bahari (persisch مازیار بهاری; * 1967 in Teheran) ist ein persisch-kanadischer Journalist, Filmemacher und Menschenrechtsaktivist. Bahari arbeitete von 1998 bis 2011 als Reporter für die Zeitschrift Newsweek. Von Juni 2009 bis zum 20. Oktober 2009 war Bahari auf Veranlassung der iranischen Regierung inhaftiert. 2011 wurden seine Memoiren Then They Came for Me (dt.: Dann kamen sie wegen mir) veröffentlicht, in denen er seine Inhaftierung verarbeitet.

## Leben
Bahari entstammt einer politisch engagierten Familie: Sein Vater war in der Zeit des Pahlawi-Regimes in den 1950er Jahren inhaftiert, seine Schwester erlitt das gleiche Schicksal in den 1980er Jahren während der Regierung Ajatollah Khomeinis.
Bahari wurde in Teheran geboren, wo er lebte. 1988 zog Bahari nach Montreal, Kanada, wo er an der Concordia University Kommunikations-, Film- und Politikwissenschaften studierte.

Bald nach seinem Abschluss produzierte er seinen ersten Film Die Reise der „Saint Louis“. Der Film erzählt von dem Versuch 937 deutscher Juden, per Schiff aus Nazi-Deutschland zu entkommen. Der Film zeigt die Fahrt nach Kuba und den USA im Jahr 1939, wo die Flüchtlinge jedoch zur Rückkehr nach Deutschland gezwungen wurden. Baharis Werk war der erste Film eines Muslims, der den Holocaust zum Thema hatte. Nach seiner Motivation befragt zitierte Bahari aus einem Seminar seiner Studienzeit in Concordia: 

„Ich studierte die jüngere Geschichte des Judentums und war fasziniert von der Historie der Juden in Nordamerika. Ich hatte einen Kurs über Freud und Religion belegt und der Professor sprach viel über den Antisemitismus in den Vereinigten Staaten und dem Kanada des frühen 20. Jahrhunderts. Ich hatte keine Ahnung, dass noch bis in die 1950er Jahre Juden in Nordamerika diskriminiert worden waren. Als Immigrant interessierte mich die Geschichte der jüdischen Zuwanderung aus Europa nach Amerika. Daher suchte ich nach einer Story, um all diese Elemente zu verbinden und stieß auf die Geschichte der St. Louis.“

Im Teheraner Gefängnis Evin wurde ihm unter Verweis auf diesen Film vorgeworfen, auf einer – so wörtlich – Mission für die Zionisten zu sein.
1997 startete Bahari Reportagen über den Iran und produzierte unabhängige Dokumentationen. Ein Jahr später wurde er Iran-Korrespondent des Nachrichtenmagazins Newsweek. In den folgenden Jahren produzierte er neben seiner journalistischen Arbeit zahlreiche Dokumentarfilme und Reportagen für die Sender Channel 4, BBC, u. a. über das Leben schiitischer Geistlicher, afrikanischer Architektur, iranische Fußball-Begeisterung und zeitgenössische iranische Geschichte.

### Verhaftung, Haft und Freilassung
Am Morgen des 21. Juni 2009, während der Iranischen Proteste gegen den Wahlbetrug 2009, wurde Bahari in seiner Wohnung verhaftet und in das Evin-Gefängnis eingeliefert. Während seiner Haft, im Juli 2009, erschien Bahari im Iranischen Fernsehen, wo er erklärte, westliche Journalisten würden als Spione arbeiten.
Das Bild- und Tonmaterial wurde auch durch den iranischen regierungsnahen Sender PressTV international verbreitet. Bahari wurde gezwungen, sich selbst der Vorbereitung einer Farbrevolution sowie illegaler Demonstrationen zu beschuldigen.
2011 erschienen bei Random House seine Memoiren Then They Came For Me: A Family’s Story of Love, Captivity, and Survival, die er gemeinsam mit der Autorin Aimee Molloy schrieb. In dem Buch erzählt Bahari seine Familiengeschichte und von seiner Inhaftierung. 2014 adaptierte Jon Stewart das Buch im Film Rosewater, in dem der Schauspieler Gael García Bernal als Bahari zu sehen ist.

### Privates
Bahari ist mit der italienisch-englischen Rechtsanwältin Paola Gourley verheiratet, die in London lebt. Das Paar hat eine gemeinsame Tochter, die im Oktober 2009 geboren wurde, nur kurz nach Baharis Entlassung aus dem Gefängnis.

## Ehrungen
- 2003 bezeichnete das Harvard Film Archive Baharis Arbeits wie folgt:"In a country known for neorealist fiction films that focus on small events in the lives of individuals, the work of Iranian director Maziar Bahari is somewhat anomalous. Employing a traditional documentary style to explore more far-reaching cultural events, Bahari’s films provide a glimpse inside contemporary Iranian culture as they reveal the human element behind the headlines and capture cultural truths through the lens of individual experience. Representing a new generation of young Iranian filmmakers, Bahari’s trenchant looks at social issues in his country have brought both controversy and international acclaim."[13]
- 2005 Emmy[14]
- 2007 Retrospektive der Filme Baharis anlässlich des International Documentary Film Festival Amsterdam[15]
- 2009 nominierte Desmond Tutu ihn für den Prinzessin-von-Asturien-Preis in der Kategorie „Eintracht“.[16]

## Filmografie
- 1999: Paint! No Matter What
- 2004: Mohammad and the Matchmaker (Kurzfilm)
- 2004: And Along Came a Spider
- 2005: Targets: Reporters in Iraq (Fernsehdokumentarfilm)
- 2008: Countdown
- 2010: An Iranian Odyssey
- 2012: Forced Confessions
- 2014: To Light a Candle